# Cumberland (Maryland)
Pour les articles homonymes, voir Cumberland.

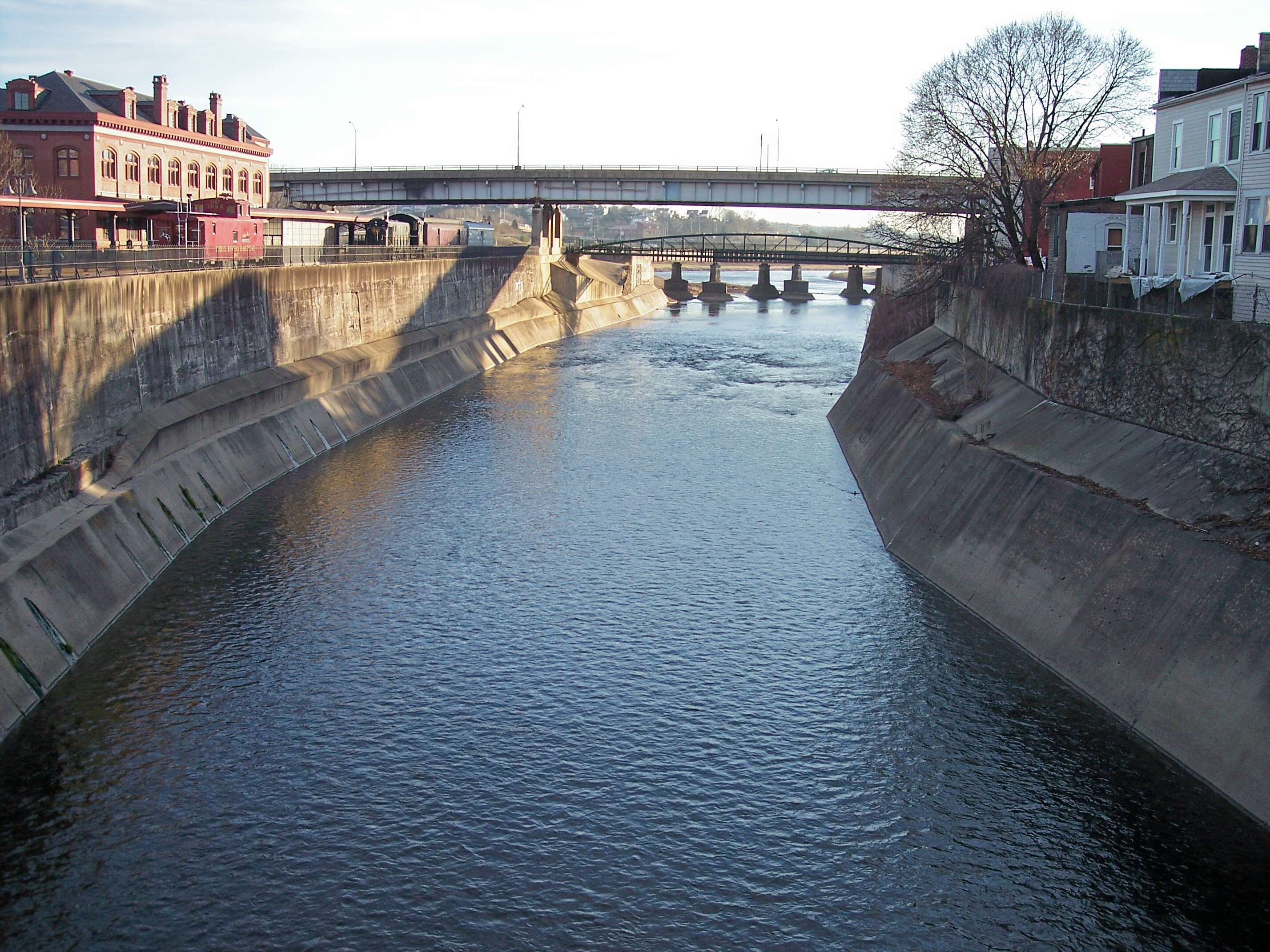
Cumberland, le Potomac.

Cumberland est une ville de l'État du Maryland, située sur le fleuve Potomac, dans le Nord-Est des États-Unis. C'est le siège du comté d'Allegany, et un centre d'affaires et de commerce pour l'ouest du Maryland et les Potomac highlands de la Virginie-Occidentale voisine. Ville principale de l'agglomération de Cumberland, sa population est de 20 859 habitants lors du recensement de 2010.

## Histoire
Cumberland doit son nom au prince William Augustus de Cumberland, fils du roi George II de Grande-Bretagne. La ville est édifiée sur l'emplacement de l'ancien fort Cumberland, un poste de garnison ayant servi de base pour l'attaque du général britannique Edward Braddock contre le fort Duquesne (situé à l'emplacement de Pittsburgh) pendant la guerre de Sept Ans (expédition Braddock).
Cumberland est un important carrefour routier, ferroviaire et fluvial (canal) dans les années 1800. C'est aussi la deuxième ville en importance du Maryland, après Baltimore, et mérite son surnom de « Queen City». Les collines environnantes fournissent du charbon, du minerai de fer et du bois de construction, tout ce qui permet d'alimenter la révolution industrielle. Avec ces atouts, c'est un important centre industriel, avec des brasseries, des industries du verre, des tissus et du fer blanc. Cependant, après la Seconde Guerre mondiale, elle perd beaucoup de son importance industrielle et sa population chute de 39 483 habitants en 1940 à environ 22 000 en 2000. Comme d'autres communautés semblables de la Pennsylvanie du Sud-Ouest, la ville lutte pour assurer le passage à une économie post-industrielle.
La ville de Cumberland reste un centre d'activité historique. En plus de 200 années d'existence, Cumberland a été un fort militaire, le point zéro de la première route de l'Amérique, le point d'arrivée d'un projet de construction fédéral monumental, un passage occidental pour la vallée de l'Ohio, un centre de traitement des riches bassins houillers et un lien principal sur l'un des nœuds ferroviaires les plus importants de l'Amérique.

### Ère précoloniale
On a retrouvé dans la région proche des objets manufacturés vieux de plus de 2 000 ans. Avant l'arrivée des premiers colons européens en 1730, un clan d'Amérindiens vit au confluent de Wills Creek et du fleuve Potomac, à l'emplacement de la ville actuelle. Un village indien est signalé sur les cartes des premiers arpenteurs européens de cette période. Cette agglomération, nommée Caiuctucuc, se composait de tipis de chasseurs, principalement le long du fleuve. Les indigènes désignaient l'actuel fleuve Potomac comme Cohongaronto, et l'actuel Wills Creek comme la crique de Caiuctucuc.

### Ère coloniale
Caiuctucuc est renommé par les premiers colons européens, vers 1750, en Wills Creek, en l'honneur du chef indien appelé « Will », qui vit alors sur la montagne au nord du village. À l'arrivée des colons européens, la plupart des Indiens abandonnent la région, et rejoignent la vallée de l'Ohio en traversant les montagnes, mais leur chef Will n'est pas hostile envers les colons. Il continue à vivre dans la montagne avec quelques-uns des Indiens de sa tribu, jusqu'à sa mort, peu après la fin de la guerre révolutionnaire, semble-t-il. Sa tombe serait encore visible. Le chef Will revendique la possession de tous les terrains le long de Wills Creek, et vend l'ensemble des terres aux colons européens, pour presque rien.
Quand les colons européens pénètrent dans le Maryland occidental, dans les années 1730-1740, ils rencontrent les Américains indigènes résidant entre le Potomac et le Susquehanna. Des conflits s'ensuivent, et en 1744 le pouvoir législatif du Maryland rachète leur terre aux Américains indigènes du secteur : « pour rien moins que le sang ou l'argent ». Ces contrats ouvrent le secteur à la colonisation. Les Allemands, les Suisses-Allemands, et Écossais-Irlandais de Pennsylvanie colonisent rapidement le secteur. Bien que le pouvoir législatif du Maryland « ait acheté » le secteur, la Virginie et la Pennsylvanie réclament également le territoire. Ces rivalités préoccupent cependant moins l'empire britannique que les commerçants français intéressés à faire valoir leurs droits sur ces terres.
En 1750, un groupe de planteurs de Virginie et de négociants anglais établit un comptoir et un petit entrepôt à l'emplacement de l'actuel cœur de Cumberland. Le nouveau comptoir commercial (appelé plus tard Fort Cumberland) attire des Français venant du Fort Niagara sur le lac Ontario qui s'installent au sud et à l'ouest. Ils chassent les commerçants anglais, et réclament la vallée de l'Ohio pour la France.

#### La «guerre contre les Français et les Indiens» ou guerre de Sept Ans
En 1753, en période de forte tension entre Français et Anglais, le gouverneur de la Virginie, Robert Dinwiddie, envoie une petite compagnie, menée par un jeune Virginien appelé George Washington, pour enjoindre aux Français de laisser le territoire aux Anglais et de retourner vers le nord. Il essuie le refus des Français et repart en Virginie. Parallèlement, Robert Dinwiddie fait construire un fort aux fourches de l'Ohio (sur le futur emplacement de Pittsburgh). Ce fort sera immédiatement pris par les Français qui le baptisent fort Duquesne.
Au printemps 1754, le colonel Washington revient avec plus d'hommes, vers le fort construit sur les ordres de Dinwiddie. Apprenant que le fort est désormais occupé par les Français, il continue et fait la jonction avec d'autres forces envoyées par le gouverneur à Wills Creek. Craignant d'être attaqué, Washington fait construire un fort à palissade circulaire, qu'il appelle « Fort Necessity ». En juin, le fort abrite 239 soldats et officiers. Le 3 juillet 1754, la « guerre contre les Français et les Indiens » commence officiellement quand un contingent d'environ 600 Français et 100 Indiens attaque le fort. Washington voit un tiers de ses hommes tués. Il se rend, et est autorisé à se retirer avec les honneurs de la guerre, sans ses canons, mais avec ses armes et équipements. Lui et ses hommes retournent au fort de Cumberland. Avec la perte de la vallée de l'Ohio, le fort de Cumberland devient le point névralgique pour les Anglais sur la frontière coloniale. Washington reviendra à Cumberland, en tant que président, en 1794, pour y passer en revue les troupes rassemblées contre la révolte du Whisky.
Après l'incursion désastreuse du général britannique Edward Braddock (expédition Braddock) dans la vallée de l'Ohio, George Washington est nommé commandant des troupes de Virginie pendant la guerre franco-indienne. Il passe un temps considérable dans la région de Cumberland, persuadé que l'expansion vers l'Ouest, vers l'intérieur de l'Amérique, passe par la vallée de Cumberland. La cabane lui ayant servi de quartier général est le seul bâtiment qui reste du fort ; elle a été déplacée dans le parc Riverside. Il lance même, plus tard, une compagnie (qui échouera) pour rendre le fleuve Potomac navigable entre l’océan Atlantique et Cumberland.
Entre la fin de la guerre de Sept Ans et le début de la révolution américaine, la ville de Cumberland se développe et devient le siège du comté d'Allegany à sa création en 1789. Elle devient une étape obligée d'une artère importante au bord de la frontière américaine.

### Ère postcoloniale
Après la révolution américaine, des colons débarquent, à la recherche de terres à l'ouest des montagnes appalachiennes. Cumberland se développe lentement, jusqu'à l'arrivée attendue du canal de l'Ohio et du chemin de fer de Baltimore et de l'Ohio, au milieu du XIXe siècle. Tout cela stimule le commerce et transforme la petite ville en deuxième plus grande ville du Maryland occidental.

### Guerre de Sécession
Pendant la guerre de Sécession (ou guerre civile américaine), Cumberland est une place forte de l'Union, les troupes y sont en garnison pour protéger la ligne de chemin de fer de Baltimore et de l'Ohio. Les confédérés attaquent régulièrement la ville, et, dans une incursion audacieuse des McNeill's Rangers, ils enlèvent deux généraux, dont le général George Crook.
En 1864, les confédérés se dirigent vers Cumberland pour interrompre le trafic du chemin de fer de B&O. Le général unioniste Benjamin F. Kelly organise un petit commando militaire qui attire dans un guet-apens les cavaliers rebelles, près de Cumberland, au moulin de Folck, et force ainsi les confédérés à se retirer.

### Révolution industrielle

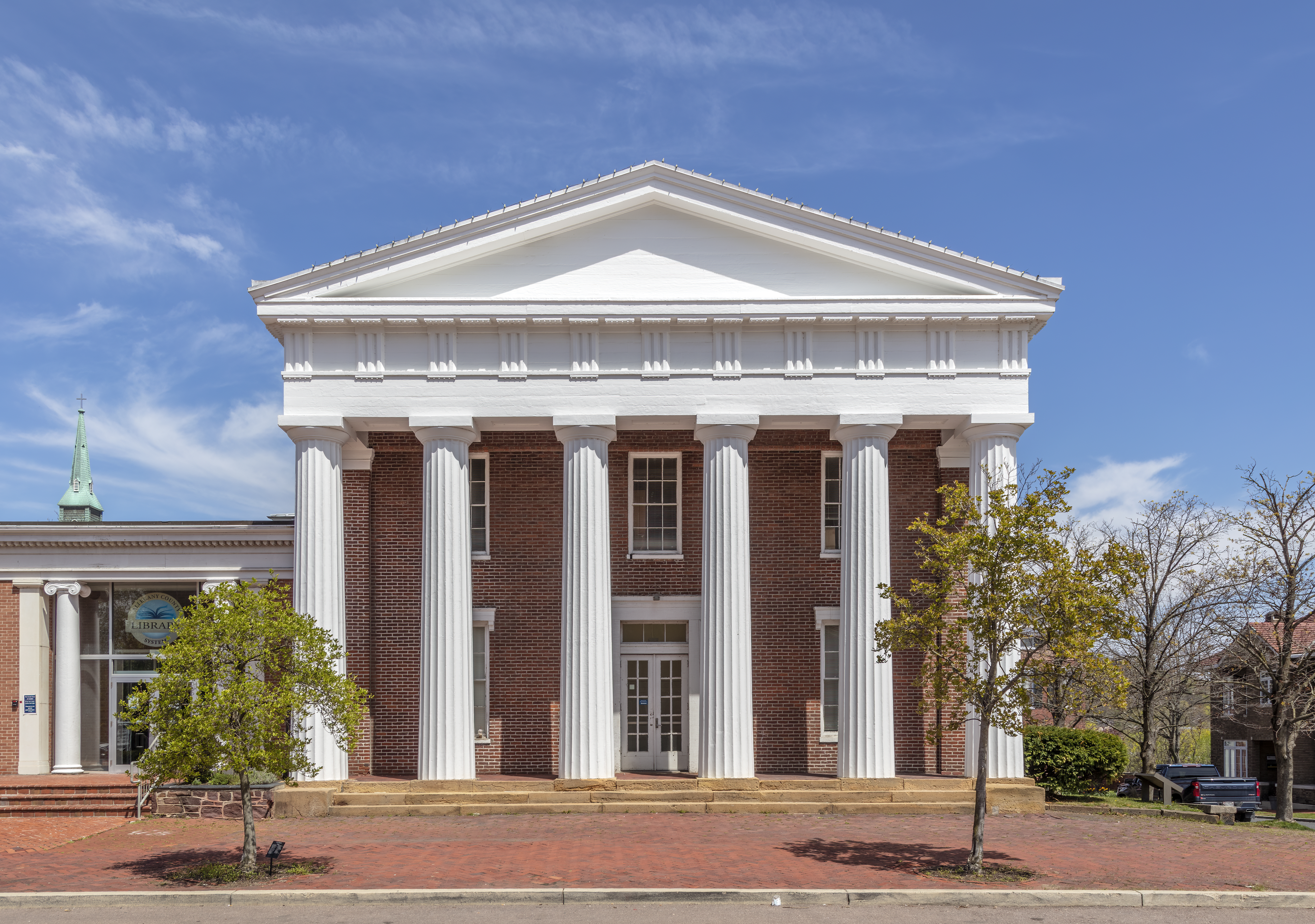
La bibliothèque du comté d'Allegany, construite entre 1849 et 1850.

Pendant une grande partie de son histoire, la prospérité économique de Cumberland tient à sa position de plaque tournante du transport liant la côte est avec le Midwest.
En raison de sa situation stratégique dans les montagnes, Cumberland est, en 1806, le point de départ de la première route nationale (devenue plus tard la route 40), qui atteint Wheeling (Virginie-Occidentale), à la frontière de l'Ohio, en 1818. 
Encore plus important dans le développement économique de Cumberland au XIXe siècle, le chemin de fer de Baltimore et de l'Ohio, qui relie Cumberland à Baltimore en 1842, et le canal de Chesapeake et de l'Ohio qui relie Cumberland à Georgetown en 1850.
Dans les années 1890, cinq lignes de chemins de fer desservent Cumberland et emploient plus de 2 000 personnes. Le canal de C&O est un lien commercial important entre l'est et l'ouest, permettant le transport des matières premières comme le charbon, la farine, le fer, et la chaux.
L'importance de Cumberland en tant que plaque tournante des transports favorise l'émergence de manufactures, force majeure dans l'économie locale. 
Au milieu du XIXe siècle, Cumberland est le deuxième plus grand centre industriel de l'État du Maryland et ne sera détrôné qu'en 1915 par Hagerstown. Les industries principales sont la verrerie, les forges, les industries textiles et la brasserie. Le laminoir du chemin de fer de B&O, situé au croisement de la rue Williams et de l'avenue du Maryland, est l'un des employeurs les plus importants de Cumberland dès 1870 et jusqu'au XXe siècle.
L'extraction du charbon est rapidement devenue l'industrie phare. Certaines des veines de houille les plus riches du pays s'étendent sous les collines et les montagnes de la région. 
Après la guerre de Sécession, l'extraction et l'exportation du charbon devient l'activité principale du Maryland. Le charbon de la région alimente en combustible les moulins et usines de l'état, les navires à vapeur du port de Baltimore ainsi que la flotte des États-Unis, et est exporté à Londres, au Brésil, en Égypte, et au-delà.
Les immigrés, principalement écossais et gallois, fournissent la main-d’œuvre pour ces mines. Dans la région de Cumberland, les mineurs échappent à l'endettement dont souffrent les mineurs des États environnants à cause de la compagnie d'exploitation ; en effet le système de « magasins de la compagnie », dans lesquels les mineurs sont obligés d'acheter toutes leurs provisions, est interdit dans le Maryland dès 1868. Les mineurs sont également propriétaires de leur maison dans une proportion relativement élevée, les sociétés d'extraction locales trouvant plus profitable de les leur vendre plutôt qu'entretenir des cités de corons.
Les mines de houille de Cumberland ont des puits horizontaux, beaucoup moins dangereux que les puits verticaux de Pennsylvanie et de Virginie-Occidentale. Néanmoins, les mineurs de Cumberland, noircis de la tête aux pieds quand ils émergent de la mine à la fin de la journée, ont conscience que la poussière de charbon colmate leurs poumons et les mène à une mort précoce.
Diverses usines s'établissent à Cumberland en raison de sa proximité des sources de combustible et de matières premières ainsi que de sa position privilégiée proche des principales voies de transport. Cumberland s'épanouit en conséquence, la zone commerciale du centre-ville prospère, et les résidences impressionnantes construites autour de la ville reflètent la prospérité individuelle. La ville devient le centre économique de la région. Les fermiers, les ouvriers et les mineurs croisent dans le centre-ville les industriels, les hommes d'affaires et les personnalités du comté.

### La compagnie Consolidation Coal et la grande veine
Au début du XIXe siècle, une veine de houille bitumineuse de plus de 4,25 m d'épaisseur, désignée historiquement sous le nom de « la grande veine », est découverte dans la vallée de Georges Creek. Ce charbon est devenu célèbre pour sa combustion propre à faible teneur en soufre qui le rend idéal pour les bateaux à vapeur transocéaniques ou fluviaux, les locomotives, les usines ou les ateliers de construction mécanique.
En 1850, près de 30 compagnies de charbon exploitent le filon de la vallée de Georges Creek, produisant plus de 60 millions de tonnes de charbon entre 1854 et 1891. La compagnie Consolidation Coal, créée en 1864 et dont le siège est à Cumberland, devient l'une des plus grandes compagnies de charbon de l'Est des États-Unis et a des liens financiers, au-delà de Washington et de Baltimore, à New York et à Londres.
Les propriétaires de mines et leurs avocats affichent leur importance en construisant de grandes maisons sur les hauteurs de Cumberland. Quelques kilomètres à l'ouest de la cité, les quartiers construits par les compagnies se rejoignent dans la vallée et s'étendent dans les ravins adjacents.
La production du charbon du Maryland commence dans les années 1780 avec une faible production à Fort Cumberland. En 1830, les premières expéditions de charbon vers l'est sont faites par barges sur le fleuve Potomac, itinéraire abandonné ultérieurement en raison des rapides. La première compagnie charbonnière de l'État est créée en 1836, mais la production de charbon ne prend son essor qu'à partir de l'arrivée du chemin de fer de l'Ohio et de Baltimore en 1842. En 1850, l'ouverture du canal de Chesapeake et de l'Ohio de Cumberland à Washington fournit un autre itinéraire pour les expéditions de charbon. Plus de 21 millions de tonnes de charbon sont transportées sur le canal avant sa fermeture en 1923.
La production du charbon du Maryland se monte à environ 1 million de tonnes en 1865, dépasse les 4 millions de tonnes à la fin du siècle, et atteint le record de 6 millions de tonnes en 1907.
Au début des années 1900, une petite partie du charbon extrait, d'une qualité supérieure, spécialement prisée des forgerons, est traitée séparément puis livrée dans l'ensemble des États-Unis et du Canada à l'aide de véhicules fermés. La production de charbon décline brutalement après 1920 reflétant la perte de vitesse de l'économie, les problèmes de chômage récurrents et l'ampleur du remplacement du charbon par le pétrole. La production tombe au-dessous du million de tonnes pendant les années cinquante et le début des années soixante avant que la tendance ne s'inverse en raison, notamment, de l'utilisation croissante de charbon dans la production d'électricité. En 1992, plus de 3 millions de tonnes ont été produites par l'État du Maryland.

### Transport et distribution
Les moyens de transport ont joué un rôle important dans l'histoire et le développement de Cumberland. Situé sur le fleuve Potomac, à un passage naturel dans les montagnes, Cumberland a prospéré au cours des premières années comme nœud important de transport. La construction de la route nationale (premier projet fédéral des États-Unis) a commencé à Cumberland en 1811 et a atteint Wheeling en Virginie occidentale en 1818. Le système de transport de Cumberland a évolué avec le canal de C&O et la naissance des lignes ferroviaires, conditionnés par le profil des montagnes, le fleuve Potomac, et Wills Creek. Plus récemment, l'achèvement de l'Intersate 68 a amélioré les communications avec les régions extérieures comprenant la zone métropolitaine de Baltimore/Washington à l'est, Harrisburg au nord-est et Pittsburgh au nord-ouest.
Cumberland possède aussi un aéroport (Cumberland Airport, code AITA des aéroports : CBE).

### Secteur de la brasserie
Cumberland possède des brasseries dès les années 1870.
La compagnie de brassage de Cumberland (1890-1958) située sur North Center Street produit la Old Export Beer et la Gamecock Ale. La compagnie de brassage de Cumberland était la brasserie principale et la plus ancienne de la ville. Elle a été rachetée par la Queen City Brewing Company en 1958. C'était aussi la dernière brasserie survivante de Cumberland avant de fermer ses portes en 1976.
La Queen City Brewing Company (1901-1976), située sur Market Street, brasse la Old German Beer Pemium Lager. Dans les années 1970, la Pittsburgh Brewing Company rachète la Queen City Brewing Company. À son apogée, la Queen City Brewing Company produisait plus de 250 000 fûts de bière et d’ale (bière « anglaise ») par an.

### Industrie du verre
La fabrication du verre a joué un rôle important dans la croissance de Cumberland de 1880 à 1930. Warren Glass Works Company située dans Cumberland sud, et Cumberland Glass Works, située à l'extrémité occidentale de North Mechanic Street, se sont établies au début des années 1880 et sont devenues les deux sociétés de fabrication de verre les plus importantes. L'industrie a employé le charbon local comme énergie économique et la silice extraite sur place pour la fabrication du verre. Au sommet de sa production, autour de 1920, plus de 1 000 personnes travaillaient dans les verreries et les ateliers de décoration. Le début de la crise économique de 1929, associée à la destruction de sept usines par le feu, a porté un coup mortel à l'industrie du verre de Cumberland. Récemment, cependant, un marché pour les objets de décoration en verre s'est développé dans la ville réutilisant certains équipements des anciennes usines.

### Industrie du pneu
Au cours du premier tiers du XXe siècle, l'industrie automobile a supplanté l'industrie du charbon et procuré du travail aux anciens mineurs. La Kelly Springfield Tire Company s'est installée à Cumberland en 1921 pour fabriquer des pneus.
La Kelly Springfield Tire Company a été fondée à Springfield, Ohio, par Edwin Kelly et Arthur Grant en 1894 et a connu une croissance continue pendant tout le début du XXe siècle. En 1916 le président de la Kelly Springfield, Van Cartwell, décide de construire une nouvelle usine à Cumberland, Maryland. Un accord a été signé le 4 novembre 1916. Ce projet prévoyait que la ville de Cumberland concède un terrain libre ainsi que 750 000 US$ pour l'usine. La ville devait également améliorer le réseau routier, la distribution de l'eau, le système de tout-à-l'égout ainsi que tous les équipements importants.
Le nouvel emplacement de l'usine mesurait 32,78 ha. L'usine employait plus de 3 000 personnes et avait une capacité de production de cinq fois supérieure à la moyenne du groupe. Le premier pneu est sorti de l'usine de Cumberland le 2 avril 1921. Puis la Kelly Springfield Tire Company se développa.
Quatorze ans plus tard, en 1935, la Kelly Springfield Tire Company a été vendue à Goodyear Tire & Rubber Company. Edmund S. Burke en est devenu le président de 1935 à 1959. La société fonctionnait comme une filiale à 100 % de Goodyear.
La société continua ainsi à se développer jusqu'en 1962. Puis Kelly-Springfield/Goodyear construisit une nouvelle usine à Tyler (Texas), et une autre en 1963 à Freeport (Illinois) ; une troisième usine fut créé en 1969 à Fayetteville, en Caroline du Nord.
En 1987, exactement 66 ans après la fabrication du premier pneu par Kelly-Springfield à Cumberland, l'usine était fermée. La même année, la Kelly-Springfield prit le contrôle de la Lee Tire & Rubber Company.
En novembre 1987 le siège social de la société fut déménagé vers sa nouvelle adresse sur Willowbrook Road à Cumberland.
L'emplacement original de l'usine est revenu à la ville de Cumberland. Une grande partie de l'usine et la plupart des bâtiments annexes ont été détruits. L'emplacement abrite aujourd'hui un département du Cumberland YMCA (Young Men's Christian Association) et le Riverside Industrial Park.

### Industrie textile
- Amcelle : unité de production de soie artificielle de Cumberland (1924-1983).

En 1917, avant l'entrée des États-Unis dans la Première Guerre mondiale, le département de la guerre du gouvernement des États-Unis traita avec l'inventeur et l'homme d'affaires suisse, le Docteur Carmille Dreyfus, pour établir une unité de production d’acetate dope à Cumberland. L’acetate dope était une laque plastique qu'on utilisait dans l'industrie aéronautique pour enduire et tendre le tissu sur le fuselage des avions. La construction de l'usine de Cumberland commença en 1918, mais l'armistice fut signé avant que l'usine ne soit terminée. Du coup, il fallut s'adapter et l'usine de Cumberland fabriqua du fil d'acétate de cellulose au lieu de l’acetate dope prévue à l'origine. Le premier fil d'acétate de cellulose fabriqué en Amérique fut produit à l'usine de Cumberland le jour de Noël 1924.
En 1925, le mot « Celanese » est introduit comme marque de fabrique. C'est une combinaison des mots « cellulose » et « facilité » (ease). L'acétate de cellulose est lancée sur le marché comme « soie artificielle ».
En 1926, on installa des métiers à tisser à l'usine de Cumberland pour développer la production de tissus à base d'acétate à l'échelle commerciale. Les installations comportaient tous les équipements nécessaires à la teinture et au tissage de la nouvelle fibre.
En 1927, la compagnie change son nom d'American Cellulose and Chemical Manufacturing Company (Amcelle) en Celanese Corporation of America.
Dans les années 1960, Celanese mit une piscine à la disposition du public, permettant à n'importe qui de nager pour 25 cents par jour.
En 1974, Celanese démarra à Cumberland une production de Cytrel (fibre à base de cellulose destinée à remplacer une partie du tabac dans certaines cigarettes à faible teneur en goudrons). Sa production maximale est de 9 000 tonnes par an.

### Après l'ère industrielle
Le XXe siècle fut témoin des changements principaux de l'économie de Cumberland. Ne pouvant pas lutter contre la concurrence du chemin de fer, plus rapide, le canal de C&O régressa jusqu'à sa fermeture en 1924. L'industrie du chemin de fer a également souffert de la concurrence d'autres modes de transport au XXe siècle. Les industries traditionnelles telles que la fabrication de verre, les textiles et les brasseries ont perdu du terrain ou ont totalement disparu. Néanmoins, les manufactures sont restées la source principale d'emploi dans la ville et le comté d'Allegany, jusque relativement récemment (milieu des années 1980). À la fois Kelly Springfield (qui fabriquait des pneus dans son usine du sud-ouest de Cumberland) et Celanese (qui a installé l'usine d'Amcelle pour la production de l'acétate de cellulose à environ 8 km au sud de la ville) se sont installées dans le secteur au cours des années 1920. Ces manufactures avec PPG Industries et Westvacodes étaient les principaux employeurs pendant la plus grande partie du XXe siècle.
Les licenciements et les fermetures d'usines au cours des années 1970 et 1980 ont été les indicateurs d'un déclin industriel important pour la ville, touchant au plus bas avec les fermetures définitives des usines de Celanese et Kelly Springfield. La principale raison de ces fermetures était l'apparition de nouvelles technologies qui ont rendu obsolètes les équipements et les processus industriels anciens. Dans les années 1990, Kelly Springfield a été absorbée par sa maison-mère Goodyear et a déplacé son siège social à Akron, Ohio ; un autre recul pour l'économie de la ville. Des « quatre grands », seul MeadWestvaco reste un employeur significatif avec son usine de Luke Mill, située environ 27 km au sud-ouest de Cumberland à Luke, Maryland.
Cumberland a connu le même destin que d'autres villes américaines dans le dernier quart du XXe siècle ; beaucoup d'industries ont fermé leurs portes, provoquant une migration significative pendant cette période, mais la population d'origine de Cumberland est restée.
Aujourd'hui, la population de la région de Cumberland s'est stabilisée, avec un petit déclin dans la population citadine due principalement à la fuite des habitants vers les régions rurales en dehors des limites de ville.
Beaucoup de sociétés de service sont apparues au cours des vingt dernières années, en particulier dans les secteurs du tourisme et du divertissement, se focalisant autour de l'histoire riche de Cumberland, de sa beauté naturelle et de ses ressources culturelles. Entre 2001 et 2005, l'industrie des arts, du divertissement et des loisirs se sont développés de 29,2 % à Cumberland.
Malheureusement, l'économie de Cumberland ne s'est pas encore significativement remise des épreuves de la fin du XXe siècle : la région statistique métropolitaine de Cumberland est l'une des plus pauvres du pays, classée au 305e rang sur 318 régions métropolitaines en termes de revenu par habitant.

### Repères chronologiques
(novembre 2018).

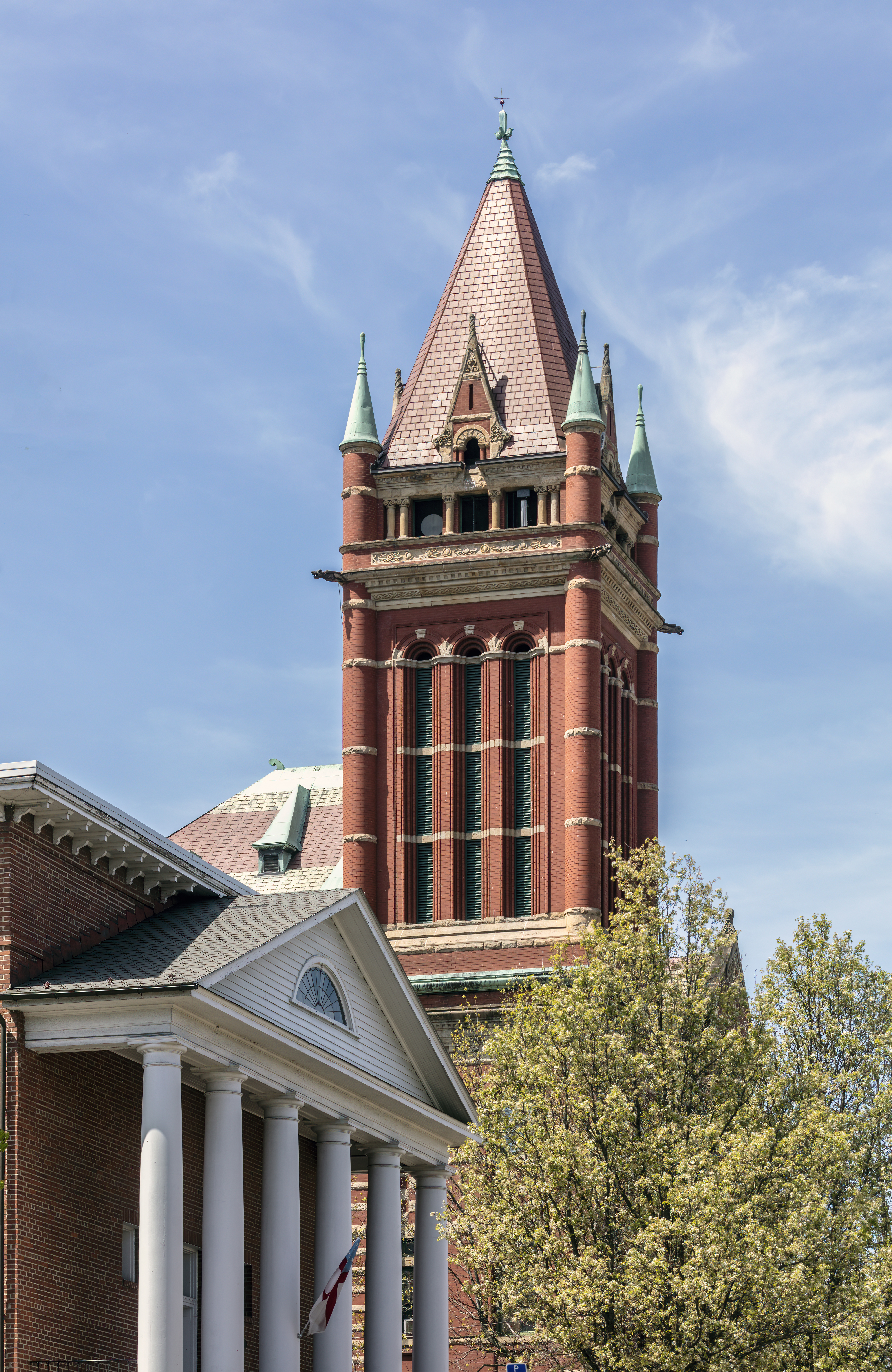
Le palais de justice d'Allegany, reconstruit à la fin du XIXe siècle.

- 1728 : première trace d'une implantation de colons le long de Wills Creek, baptisée en l'honneur du chef Indien Will.
- 1749 : la compagnie de l'Ohio établit de petits forts à Wills Creek, sur le Chemin de Nemacolin, qui a été déboisé et ouvert par Nemacolin, chef Delaware, et Thomas Cresap, un frontalier du Maryland de la compagnie de l'Ohio.
- 1754 : Fort Cumberland est construit par des miliciens. La guerre de Sept Ans commence.
- 1755 : l'expédition de Braddock est lancée depuis fort Cumberland pour prendre le fort Duquesne aux Français. La route de Braddock est construite à travers la forêt en suivant le chemin de Nemacolin.
- 1755 : George Washington est nommé commandant du régiment de la Virginie posté au fort Cumberland après la mort du général Braddock.
- 1775 : guerre d'indépendance des États-Unis (1775-1783).
- 1789 : le comté d'Allegany, Maryland, est créé à partir du comté de Washington, Maryland.
- 1795 : le gouvernement fédéral instaure un bureau de poste à Cumberland.
- 1799 : la première école d'État du comté d'Allegany est ouverte.
- 1811 : début de la construction de la route nationale suivant l'itinéraire de la route de Braddock de Fort Cumberland à Fort Necessity[1].
- 1812 : guerre de 1812.
- 1815 : la ville de Cumberland est fondée.
- 1818 : achèvement de la route nationale de Cumberland à Wheeling, Virginie Occidentale.
- 1828 : début du percement du canal de Chesapeake et de l'Ohio[1].
- 1835 : fondation de la société minière Georges Creek Coal and Iron Company.
- 1839 : la route nationale de Cumberland à Vandalia (Illinois), Illinois est terminée.
- 1842 : le chemin de fer de Baltimore et de l'Ohio arrive à Cumberland.
- 1850 : le canal de Chesapeake et de l'Ohio arrive à Cumberland (octobre)[1]
- 1850 : l'église épiscopale d'Emmanuel est construite.
- 1861 : guerre de sécession (ou guerre civile américaine) (1861-1865).
- 1862 : la cavalerie confédérée entre dans Cumberland le 16 juin.
- 1871 : l'hôtel Quenn City est construit.
- 1872 : le comté d'Allegany est le troisième comté le plus peuplé de l'État, ce qui mène à la création du comté de Garrett par scission du comté d'Allegany.
- 1873 : les mineurs du comté d'Allegany fondent l'association de Protection et Bienveillance.
- 1873 : le chemin de fer de Baltimore et de l'Ohio ouvre l'hôtel Deer Park, comté de Garrett.
- 1874 : l'hôtel de ville et l'académie de la musique sont construits (détruits par l'incendie en 1910).
- 1877 : grève de chemin de fer de Baltimore et de l'Ohio ; les ouvriers de la ligne font grève, manifestations à Cumberland, émeutes et heurts à Baltimore du 20 au 22 juillet.
- 1878 : l'histoire de Cumberland est éditée par Lowdermilk.
- 1880 : la compagnie Warren Glass Works est fondée (exploitation jusqu'à 1913 sous divers noms).
- 1884 : la compagnie Cumberland Glassworks est fondée (fonctionnant jusqu'à 1920 sous divers noms).
- 1889 : la crue inonde Cumberland en mai.
- 1890 : la compagnie de brassage de Cumberland est fondée (1890-1958).
- 1890 : la Second National Bank s'installe sur la rue de Baltimore.
- 1891 : le chemin de fer électrique de Cumberland est ouvert (1891-1924).
- 1893 : incendie du palais de justice d'Allegany, l'hôtel de ville est utilisé en tant que tribunal provisoire.
- 1893 : début de la construction du nouveau palais de justice d'Allegany sur les plans de Wright Butler.
- 1897 : construction du grand magasin Rosenbaum Brothers (1899-1973).
- 1901 : la compagnie German Brewing est fondée (1901-1976).
- 1910 : l'hôtel de ville et l'académie de musique sont détruits par un incendie.
- 1911 : construction de l'hôtel de ville actuel.
- 1911 : le tunnel Brush est fini.
- 1912 : la First National Bank s'installe sur la rue de Baltimore.
- 1912 : une caverne contenant des ossements fossilisés datant de 200 000 ans est découverte. Faune du Pléistocène[2].
- 1914 : Première Guerre mondiale (1914-1918).
- 1917 : l'hôtel du Fort de Cumberland est construit.
- 1921 : la compagnie Kelly Springfield Tire ouvre une usine de pneus à Cumberland.
- 1924 : le premier fil d'acétate filé en Amérique est fabriqué à l'usine Amcelle de Cumberland.
- 1924 : inondations à Cumberland.
- 1929 : Crash du marché boursier. Début de la grande dépression.
- 1936 : La grève du congrès des organismes industriels (CIO) conduit à des émeutes.
- 1936 : inondations à Cumberland, la Garde nationale est appelée en renfort (mars)
- 1939 : le canal de Chesapeake et de l'Ohio devient parc national en février.
- 1939 : Seconde Guerre mondiale (1939-1945).
- 1942 : inondations à Cumberland.
- 1950 : la construction du système de lutte contre les inondations commence (fin en 1959).
- 1972 : l'hôtel Queen City est démoli pour faire place à l'interstate 68.
- 1972 : le quartier historique de Washington Street est inscrit au registre national des lieux historiques.
- 1976 : la rue de Baltimore est pavée de briques créant un mail piétonnier extérieur.
- 1981 : ouverture du Country Club Mall.
- 1983 : le centre-ville de Cumberland est inscrit au registre national des lieux historiques.
- 1993 : un parc naturel protégé est créé sur le canal et le chemin de halage du Chesapeake and Ohio Canal soit une zone de 80 km2.
- 1996 : un sentier polyvalent piétons-cyclistes s'ouvre sur l'ancienne emprise du chemin de fer.

## Géographie
Nichée au creux des Appalaches, dans la partie appelée Ridge and Valley Appalachians caractérisée par de longues vallées continues séparées par de longues crêtes égales, Cumberland est située au confluent de Wills Creek et du fleuve Potomac.

### Climat
Cumberland a quatre saisons bien marquées, des étés chauds et des hivers froids. Des températures autour de −10 °C sont communes en hiver, alors que les températures peuvent atteindre 35 °C en été.

## Universités
Les universités ci-après sont situées à Cumberland ou à courte distance de Cumberland :
- université d'Allegany du Maryland (Cumberland),
- université de l'État de Frostburg (Frostburg, Maryland),
- université d'État de Potomac (Keyser, Virginie-Occidentale).

## Tourisme

### Centre-ville
Le cœur du centre-ville est la rue de Baltimore. Autrefois voie de communication principale de la ville, la rue de Baltimore est maintenant une zone piétonne.
La rue est bordée de grands bâtiments commerciaux à plusieurs étages, la plupart construits à la fin du XIXe siècle et au début du XXe siècle. Ces bâtiments, qui étaient autrefois des banques, des hôtels ou des grands magasins, sont des reliques de l'ancienne richesse de la ville et de son importance pendant l'âge industriel. Ils abritent désormais des entreprises axées sur le tourisme telles que des cafés, des magasins d'antiquités, des boutiques ou des galeries d'art.
La rue de Baltimore accueille certains des plus grands festivals de rue. En été, le marché hebdomadaire des fermiers attire des centaines de personnes et souvent les soirées sont très animées avec des diners en plein air, des musiciens et des animations.

### Gare Western Maryland
À proximité de la zone piétonne du centre-ville se trouve la gare de Western Maryland.
Le chemin de fer touristique du Maryland offre des excursions de trois heures allant de Cumberland à Frosburg à bord de wagons anciens restaurés. La gare de Western Maryland fait partie du parc naturel protégé créé sur l'emprise de l'ancien Chesapeake and Ohio Canal, le premier de l'État du Maryland.

### Secteur historique de Canal Place
Canal Place est situé au terminus occidental du canal de C&O. Un parc national y a été créé, au centre de la ville, à l'intersection du chemin de fer, du canal de C&O et d'Allegheny Highlands Trail of Maryland. Dans le secteur historique, les visiteurs peuvent emprunter le Western Maryland Scenic Railroad, naviguer à bord d'une réplique taille réelle d'un bateau du canal, visiter le C&O Canal National Historical Park Cumberland Visitor Center, obtenir des informations sur toutes les attractions et évènements du comté d'Allegany, faire du vélo ou de la randonnée sur le chemin de halage du canal, ou encore assister à des festivals et à des événements uniques comme le C&O CanalFest. Un projet de remise en eau du vieux canal permettra aux visiteurs de s'y promener dans une des répliques des bateaux anciens.
Le Chesapeake and Ohio Canal National Historical Park longe le fleuve Potomac de Georgetown à Washington DC vers Cumberland sur 297 km. Son chemin de halage est bien connu des coureurs, des randonneurs, et des cyclistes. Il y a des terrains de camping répartis environ tous les huit kilomètres. La faune y est abondante aussi bien que les occasions d'explorer le passé.

### Le Great Allegheny Passage
Le canal de C&O a son terminus occidental à Canal Place. Il est possible de parcourir près de 300 km le long du chemin de halage, à pied ou à vélo, jusqu'à Washington DC. De plus, le Great Allegheny Passage est une agréable piste de 34 km pour le cycliste ou le randonneur. Elle commence à Pittsburgh et se termine à Cumberland où elle rejoint le chemin de halage du canal de C&O et se poursuit jusqu'à Washington DC. L'ensemble C&O Canal et Allegheny Highlands Trails forme une partie du Great Allegheny Passage qui fait plus de 500 km dans sa longueur totale.

### Rocky Gap Resort and State Park
À la sortie de Cumberland, le Rocky Gap Lodge And Golf se trouve dans la vallée entre Evitt's Mountain et Martin's Mountain. L'ensemble s'étend sur près de 100 ha sur le rivage de Lake Habeeb dans le Rocky Gap State Park, et s'enorgueuillit du seul parcours de golf dessiné par Jack Nicklaus au Maryland.

### Musée du comté d'Allegany
Situé dans le centre-ville de Cumberland, le musée local d'Allegany retrace l'histoire et l'architecture de la région de Cumberland. Les objets exposés ont trait, entre autres, à l'histoire et à l'architecture du comté d'Allegany, à l'histoire de Kelly Springfield Tire et de MeadWestvaco, à la préhistoire, la verrerie, la prévention contre l'incendie, le folklore, le brassage de la bière, etc. Il est ouvert de mai à décembre.

### Le Lover's Leap
Le Lover's Leap (« saut de l'amoureux ») est à 504 m d'altitude ; il surplombe la route nationale (route fédérale no 40) située en contrebas. De là, on peut apercevoir la ville de Cumberland et les états environnants de Pennsylvanie et de Virginie-Occidentale. Son nom provient d'une légende indienne qui ressemble à celle de Roméo et Juliette : un amant éconduit aurait mis fin à ses jours en sautant de ce promontoire rocheux.

### Autres centres d'intérêt
- Le Thrasher Carriage Museum, à Frostburg, MD, est l'une des plus belles collections nationales de véhicules hippomobiles présentant chaque niveau de vie, du laitier au bourgeois. Les véhicules de loisir, les corbillards, les traîneaux, les chariots, etc. sont présentés dans un entrepôt du xixe siècle restauré situé en face du dépôt des trains à vapeur de Frostburg. Le musée présente une collection très importante de chariots hippomobiles de la fin du xixe siècle au début du XXe siècle. Elle comporte plus de 50 véhicules de la collection de feu James R. Thrasher. Les véhicules les plus remarquables sont la voiture inaugurale utilisée par Teddy Roosevelt, plusieurs traîneaux de Vanderbilt, des corbillards minutieusement décorés, des véhicules fermés de cérémonie et des traîneaux ouverts.
- Le Paw Paw Tunnel est l'un des plus longs tunnels-canaux du monde et était l'un des plus grands exploits technologiques de son temps.
- La route de Sideling Hill est encaissée de plus de 100 m là où l'Interstate 68 coupe à travers la colline de Sideling. C'est un ouvrage remarquable fait de main d'homme et permettant le passage à travers la montagne. Il est visible à des kilomètres et constitue la plus belle exposition de roches du Maryland et de tout le nord-est des États-Unis. Dans la coupe faite pour la route, on peut voir presque 250 m de strates dans un synclinal plissé de façon très serrée.
- Dan's Mountain State Park offre 1,95 km2 de nature le long d'un sentier de 26 km dans Dan's Mountain, incluant de nombreux animaux sauvages, des torrents et des points de vue sur le paysage.
- Synagogue B'er Chayim, une des plus anciennes synagogues des États-Unis, toujours en service.

## Événements culturels

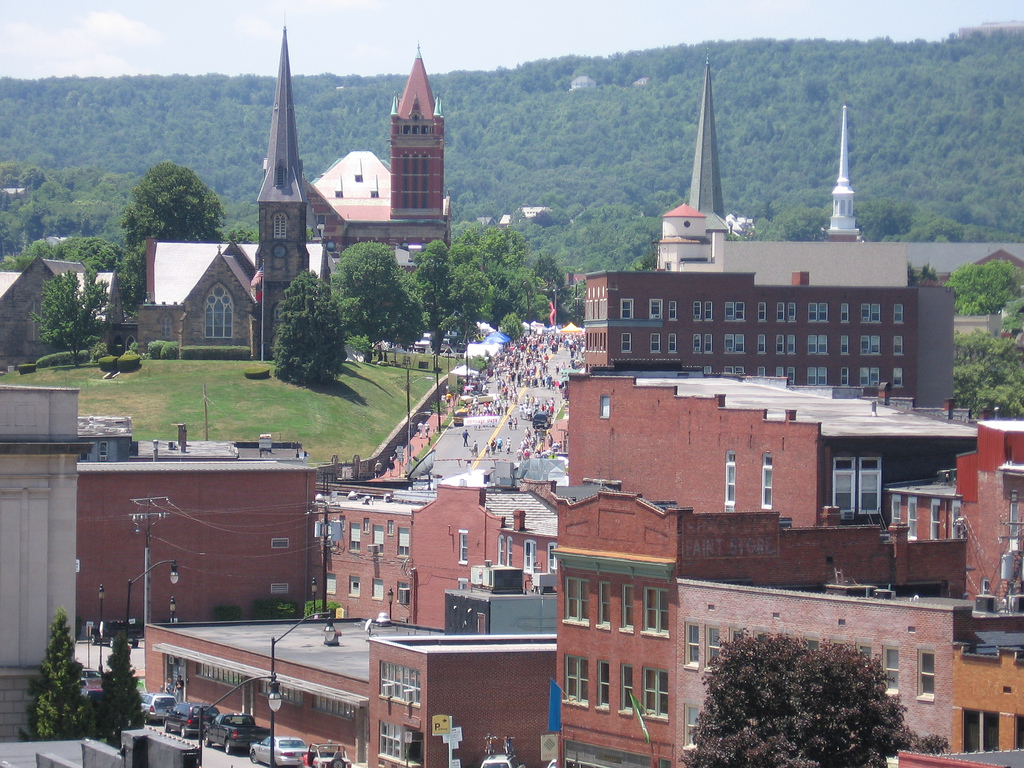
Heritage Day Festival 2007.

- Heritage Day Festival[3], Washington St. (mi-juin).
- Farmer's Market, tous les samedis en centre-ville de juin à novembre.
- Sunday in the Park[4] : concerts gratuits tous les dimanches soir dans Constitution Park, amphithéâtre de South Cumberland, et sponsorisés par Allegany Arts Council (de mai à septembre).
- CanalFest, Canal Place (mi-juillet).
- Allegany County Fair and Expo[5] (mi-juillet).
- Homecoming: ALCO v. FHS : le premier ou le deuxième weekend qui précède Thanksgiving à Greenway Ave Stadium. Homecoming est le dernier match régulier de la saison de football pour les deux lycées de Cumberland (Allegany High School et Fort Hill High School). Le nombre de spectateurs pour ce match est, en moyenne, compris entre 8 000 et 10 000 personnes, ce qui représente à peu près la moitié de la population de la ville.
- Tri-State Concert Series : ces concerts ont lieu tout au long de l'année. Âge d'or du rock-n-roll, du swing et des big-bands, aussi bien que de la country ou du chant choral.
- Compétition de hot rod de l'Ouest du Maryland : plus de 1 000 hot rods d'avant 1949, présentation de courses un contre un, démonstration de techniques, nourriture, animation, vendeurs de pièces détachées, vote pour son véhicule préféré. Champ de foire du Comté d'Allegheny, week-end de la fête du Travail (Labour Day).
- Cérémonie annuelle de l'illumination de l'arbre : cet évènement est centré sur la mise en lumière de l'arbre de Noël municipal au cœur du centre-ville de Cumberland. À cette occasion, les rues sont bondées de citoyens venus voir le maire allumer l'éclairage de l'arbre et s'adonner au spectacle, à l'effervescence et à la joie du temps des fêtes. À cette occasion, de nombreux spectacles musicaux ont lieu dans les commerces principaux du centre-ville, y compris des auditions de chœurs de Noël et de jazz vocal. De plus, des galeries exposent les œuvres d'artistes locaux, parmi lesquels des céramistes, des photographes, des sculpteurs sur métal, des joailliers et des aquarellistes. Premier jour après Thanksgiving.
- Bluegrass Jam Session : tous les dimanches soir au Queen City Creamery de 16 à 20 heures ou plus. Entrée libre.
- The Great Allegany Run : chaque mois d'octobre. Une course de 15 km de Mount Savage, Maryland, au centre-ville de Cumberland ; 5 km de course dans Cumberland ; une marche de 3 km sur le canal C&O ; et la course des enfants.
- Défilé de Halloween : chaque mois d'octobre dans sud-Cumberland.
- Défilé de Homecoming : chaque mois de novembre dans Cumberland centre.

## Personnalité liée à la ville
- James Edward Walsh (1891-1981), missionnaire de Maryknoll, évêque en Chine, né à Cumberland

### Sources
- (en) Cet article est partiellement ou en totalité issu de l’article de Wikipédia en anglais intitulé « Cumberland, Maryland » (voir la liste des auteurs).

- (en) Cet article est partiellement ou en totalité issu de l’article de Wikipédia en anglais intitulé « History of Cumberland, Maryland » (voir la liste des auteurs).
- (en) Will H. Lowdermilk, History of Cumberland, first published 1878, reprinted by Clearfield Co., October 1997, Paperback,  (ISBN 0-8063-7983-9). Full Text Online
- (en) Will H. Lowdermilk, History of Cumberland, first published 1878, reprinted by Clearfield Co., October 1997, Paperback,  (ISBN 0-8063-7983-9). Full Text Online
- (en) Amanda Paul, Tom Robertson, Joe Weaver, Cumberland, Arcadia Publishing, Copyright Oct 1, 2003, Paperback,  (ISBN 0-7385-1498-5)
- (en) Joseph H Weaver, Cumberland, 1787-1987: A Bicentennial History, Published by the City of Cumberland and the Cumberland Bicentennial Committee, 1er janvier 1987, ASIN B0007165K6
- (en) Mike High, The C&O Canal Companion, Johns Hopkins University Press, 2001,  (ISBN 0-8018-6602-2)
- (en) SabatkefMark, Discovering The C&O Canal, Schreiber Publishing, 2003,  (ISBN 1-887563-67-9)
- (en) Allan Powell, Fort Cumberland, Publisher Allan R Powell, 1989,  (ISBN 0-9619995-2-7)
- (en) Albert L Feldstein, Feldstein's Historic postcard album of Allegany County, Commercial Press Print. Co, 1984, ASIN B0006YQW5C
- (en) Albert L. Feldstein, Feldstein's Historic Coal Mining and Railroads of Allegany County, Maryland, Publisher Albert L Feldstein, 2000,  (ISBN 0-9701605-0-X) (ce livre contient 135 photographies sur l'histoire du comté d'Allegany, sur les mines de charbon du Maryland et sur le chemin de fer. Ces photographies datent du début des années 1900. Un commentaire historique avec des faits, des personnages, des dates et autres informations accompagnant chaque description. On trouve également incluses 23 biographies de personnes en relation avec l'histoire de l'extraction du charbon dans la région).
- (en) Albert L. Feldstein, Allegany County (Images of America: Maryland), Arcadia Publishing, 2006,  (ISBN 0-7385-4381-0) (présente les villes et les communautés du comté d'Allegany, des scènes d'affaire en centre-ville, les zones résidentielles, les industries, les monuments historiques, les églises, écoles, hôpitaux, les crues, les défilés, l'extraction du charbon, les gares, et des points remarquables historiques ou naturels. Dans certains cas, les messages inscrits au dos des cartes postales sont reportés.)
- (en) Census of population and housing (2000): Maryland Summary Social, Economic, and Housing Summary, DIANE Publishing,  (ISBN 1-4289-8582-4) Amanda Paul, Tom Robertson, Joe Weaver, Cumberland, Arcadia Publishing, Copyright Oct 1, 2003, Paperback,  (ISBN 0-7385-1498-5)
- (en) Joseph H Weaver, Cumberland, 1787-1987: A Bicentennial History, Published by the City of Cumberland and the Cumberland Bicentennial Committee, 1er janvier 1987, ASIN B0007165K6
- (en) Mike High, The C&O Canal Companion, Johns Hopkins University Press, 2001,  (ISBN 0-8018-6602-2)
- (en) SabatkefMark, Discovering The C&O Canal, Schreiber Publishing, 2003,  (ISBN 1-887563-67-9)
- (en) Allan Powell, Fort Cumberland, Publisher Allan R Powell, 1989,  (ISBN 0-9619995-2-7)
- (en) Albert L Feldstein, Feldstein's Historic postcard album of Allegany County, Commercial Press Print. Co, 1984, ASIN B0006YQW5C
- (en) Albert L. Feldstein, Feldstein's Historic Coal Mining and Railroads of Allegany County, Maryland, Publisher Albert L Feldstein, 2000,  (ISBN 0-9701605-0-X) (ce livre contient 135 photographies sur l'histoire du comté d'Allegany, sur les mines de charbon du Maryland et sur le chemin de fer. Ces photographies datent du début des années 1900. Un commentaire historique avec des faits, des personnages, des dates et autres informations accompagne chaque description. On trouve également incluses 23 biographies de personnes en relation avec l'histoire de l'extraction du charbon dans la région).
- (en) Ablert L. Feldstein, Allegany County (Images of America: Maryland), Arcadia Publishing, 2006,  (ISBN 0-7385-4381-0) (présente les villes et les communautés du comté d'Allegany, des scènes d'affaire en centre-ville, les zones résidentielles, les industries, les monuments historiques, les églises, écoles, hôpitaux, les crues, les défilés, l'extraction du charbon, les gares, et des points remarquables historiques ou naturels. Dans certains cas, les messages inscrits au dos des cartes postales sont reportés.)
- (en) Census of population and housing (2000): Maryland Summary Social, Economic, and Housing Summary, DIANE Publishing,  (ISBN 1-4289-8582-4)

### Histoire locale
- (en) Western Maryland Scenic Railroad Site officiel de Scenic Railroad et de Canal Place.
- (en) All Aboard for Cumberland « Embarquement pour Cumberland », un itinéraire pour découvrir et connaître les monuments historiques de Cumberland.
- (en) Société généalogique du comté d'Allegany.
- (en) Fort Frederick
- (en) « Reminiscences: Growing up in Cumberland Md. 1921-1947 »(Archive.org • Wikiwix • Archive.is • Google • Que faire ?) (consulté le 15 août 2013) Mémoires illustrées de Bill Rohrer, enfant de Cumberland.

### Parcs alentour
- (en) Rocky Gap State Park
- (en) Green Ridge State Park
- (en) Dans Mountain State Park